# Wristmeetrazor
Wristmeetrazor es una banda estadounidense de metalcore, formada a inicios del 2017 en Washington D. C..

## Historia
La banda se formó como un proyecto solista del guitarrista Jonah Thorne, tomando el nombre de una canción de Usurp Synapse. Tras lanzar un demo en mayo del 2017, Thorne invitó al bajista Justin Fornof y al baterista Zach Wilbourn. Con una fuerte influencia del hardcore de inicios del 2000, el trío lanzó dos EPs: I Talk to God... y ...But the Sky is Empty en plataformas digitales y formatos físicos por varios sellos independientes. Ya que los miembros son de diferentes estados del país, cada uno graba sus partes en distintos lugares, enviandoselas para que sean mezcladas.
Tras la entrada de Bryan Prosser (también miembro de SeeYouSpaceCowboy) como nuevo baterista, la banda se integró a Prosthetic Records, lanzando su primer álbum Misery Never Forgets el 18 de enero de 2019. El atwork fue diseñado por Chris Taylor, vocalista de Pg. 99. "XOXO (Love Letter from a Loaded Gun)" e "Insecurity Checkpoint" fueron lanzados como sencillos promocionales.

## Miembros
| Miembros actuales - Justin Fornof – voces (2017–presente); bajo (2017–2021) - Bryan Prosser – voces, batería (2018–presente) - Tyler Norris – guitarras (2019–presente) - Elaine Dalton – bajo (2021–presente) - Nathan Billmyer – guitarras (2022–presente) | Miembros anteriores - Jonah Throne – voces, guitarras (2017–2022) - Zach Wilbourn – batería (2017–2018) |

## Discografía
Álbumes de estudio
- Misery Never Forgets (2019, Prosthetic)
- Replica Of A Strange Love (2021, Prosthetic)
- Degeneration (2024, Prosthetic)

EPs
- Demo tape/7" (2017, Parking Lot) – Relanzado por Bitter Melody como flexi 7" en 2019.
- I Talk to God... tape (2017, Arduous Path)
- ...But the Sky is Empty tape (2017, Bitter Melody)
- Take Your Shot, Funboy tape/7" (2019, Bitter Melody)

Álbumes compilatorios
- I Talk to God... But the Sky is Empty 2x7"/CD (2017, Zegema Beach Records/Time As a Color)